# Crockett's Theme
Crockett's Theme is een single uit april 1987 van de synthesizerartiest Jan Hammer. De initiële versie van dit nummer is in 1984 geschreven voor de op 19 oktober 1984 in de VS en Canada uitgezonden aflevering "Calderone's Return: Part 1 - The Hit List" van de hitserie Miami Vice.

## Achtergrond
In Nederland was de plaat op 3 april 1987 Veronica Alarmschijf op Radio 3. In april 1987 bereikte het in zes Europese landen de nummer 1-positie, waaronder in Nederland, waar de plaat vier weken bovenaan bleef staan in de twee hitlijsten op de nationale publieke popzender; in zowel de Nederlandse Top 40 als de Nationale Hitparade Top 100. In de Europese hitlijst op Radio 3, de TROS Europarade, werd de zesde positie bereikt en stond tot en met de laatste uitzending op 25 juni 1987 in de lijst genoteerd. In Vlaanderen bereikte de plaat de nummer 1-positie in zowel de voorloper van de Ultratop 50 als de Radio 2 Top 30.
"Crockett's Theme" is terug te vinden op de soundtracks Miami Vice II en Escape From Television van de televisieserie Miami Vice. Tevens was het te horen in de soundtrack van het videospel Grand Theft Auto: Vice City op het radiostation Emotion 98.3. Ook zijn er enkele covers uitgebracht door artiesten als Michael Cretu en Children of Bodom.

## Hitnoteringen

### Nederlandse Top 40
| Hitnotering: week 11-04-1987 t/m 17-07-1987 | Hitnotering: week 11-04-1987 t/m 17-07-1987 | Hitnotering: week 11-04-1987 t/m 17-07-1987 | Hitnotering: week 11-04-1987 t/m 17-07-1987 | Hitnotering: week 11-04-1987 t/m 17-07-1987 | Hitnotering: week 11-04-1987 t/m 17-07-1987 | Hitnotering: week 11-04-1987 t/m 17-07-1987 | Hitnotering: week 11-04-1987 t/m 17-07-1987 | Hitnotering: week 11-04-1987 t/m 17-07-1987 | Hitnotering: week 11-04-1987 t/m 17-07-1987 | Hitnotering: week 11-04-1987 t/m 17-07-1987 | Hitnotering: week 11-04-1987 t/m 17-07-1987 | Hitnotering: week 11-04-1987 t/m 17-07-1987 | Hitnotering: week 11-04-1987 t/m 17-07-1987 | Hitnotering: week 11-04-1987 t/m 17-07-1987 | Hitnotering: week 11-04-1987 t/m 17-07-1987 |
| Week                                        | 1                                           | 2                                           | 3                                           | 4                                           | 5                                           | 6                                           | 7                                           | 8                                           | 9                                           | 10                                          | 11                                          | 12                                          | 13                                          | 14                                          |                                             |
| ------------------------------------------- | ------------------------------------------- | ------------------------------------------- | ------------------------------------------- | ------------------------------------------- | ------------------------------------------- | ------------------------------------------- | ------------------------------------------- | ------------------------------------------- | ------------------------------------------- | ------------------------------------------- | ------------------------------------------- | ------------------------------------------- | ------------------------------------------- | ------------------------------------------- | ------------------------------------------- |
| Nummer                                      | 26                                          | 9                                           | 4                                           | 2                                           | 1                                           | 1                                           | 1                                           | 1                                           | 2                                           | 4                                           | 5                                           | 12                                          | 17                                          | 36                                          | uit                                         |

### Nationale Hitparade Top 100
| Hitnotering: 04-04-1987 t/m 14-08-1987 | Hitnotering: 04-04-1987 t/m 14-08-1987 | Hitnotering: 04-04-1987 t/m 14-08-1987 | Hitnotering: 04-04-1987 t/m 14-08-1987 | Hitnotering: 04-04-1987 t/m 14-08-1987 | Hitnotering: 04-04-1987 t/m 14-08-1987 | Hitnotering: 04-04-1987 t/m 14-08-1987 | Hitnotering: 04-04-1987 t/m 14-08-1987 | Hitnotering: 04-04-1987 t/m 14-08-1987 | Hitnotering: 04-04-1987 t/m 14-08-1987 | Hitnotering: 04-04-1987 t/m 14-08-1987 | Hitnotering: 04-04-1987 t/m 14-08-1987 | Hitnotering: 04-04-1987 t/m 14-08-1987 | Hitnotering: 04-04-1987 t/m 14-08-1987 | Hitnotering: 04-04-1987 t/m 14-08-1987 | Hitnotering: 04-04-1987 t/m 14-08-1987 | Hitnotering: 04-04-1987 t/m 14-08-1987 | Hitnotering: 04-04-1987 t/m 14-08-1987 | Hitnotering: 04-04-1987 t/m 14-08-1987 | Hitnotering: 04-04-1987 t/m 14-08-1987 | Hitnotering: 04-04-1987 t/m 14-08-1987 |
| Week                                   | 1                                      | 2                                      | 3                                      | 4                                      | 5                                      | 6                                      | 7                                      | 8                                      | 9                                      | 10                                     | 11                                     | 12                                     | 13                                     | 14                                     | 15                                     | 16                                     | 17                                     | 18                                     | 19                                     |                                        |
| -------------------------------------- | -------------------------------------- | -------------------------------------- | -------------------------------------- | -------------------------------------- | -------------------------------------- | -------------------------------------- | -------------------------------------- | -------------------------------------- | -------------------------------------- | -------------------------------------- | -------------------------------------- | -------------------------------------- | -------------------------------------- | -------------------------------------- | -------------------------------------- | -------------------------------------- | -------------------------------------- | -------------------------------------- | -------------------------------------- | -------------------------------------- |
| Positie                                | 72                                     | 13                                     | 3                                      | 2                                      | 1                                      | 1                                      | 1                                      | 1                                      | 1                                      | 2                                      | 3                                      | 4                                      | 8                                      | 11                                     | 20                                     | 28                                     | 44                                     | 60                                     | 73                                     | uit                                    |

### TROS Europarade
Hitnotering: 26-04-1987 t/m 25-06-1987 (laatste uitzending op Radio 3). Hoogste notering: #6 (3 weken).

### Vlaamse Radio 2 Top 30
| Hitnotering: 25-04-1987 t/m 24-07-1987 | Hitnotering: 25-04-1987 t/m 24-07-1987 | Hitnotering: 25-04-1987 t/m 24-07-1987 | Hitnotering: 25-04-1987 t/m 24-07-1987 | Hitnotering: 25-04-1987 t/m 24-07-1987 | Hitnotering: 25-04-1987 t/m 24-07-1987 | Hitnotering: 25-04-1987 t/m 24-07-1987 | Hitnotering: 25-04-1987 t/m 24-07-1987 | Hitnotering: 25-04-1987 t/m 24-07-1987 | Hitnotering: 25-04-1987 t/m 24-07-1987 | Hitnotering: 25-04-1987 t/m 24-07-1987 | Hitnotering: 25-04-1987 t/m 24-07-1987 | Hitnotering: 25-04-1987 t/m 24-07-1987 | Hitnotering: 25-04-1987 t/m 24-07-1987 | Hitnotering: 25-04-1987 t/m 24-07-1987 |
| Week                                   | 1                                      | 2                                      | 3                                      | 4                                      | 5                                      | 6                                      | 7                                      | 8                                      | 9                                      | 10                                     | 11                                     | 12                                     | 13                                     |                                        |
| -------------------------------------- | -------------------------------------- | -------------------------------------- | -------------------------------------- | -------------------------------------- | -------------------------------------- | -------------------------------------- | -------------------------------------- | -------------------------------------- | -------------------------------------- | -------------------------------------- | -------------------------------------- | -------------------------------------- | -------------------------------------- | -------------------------------------- |
| Positie                                | 19                                     | 18                                     | 6                                      | 3                                      | 1                                      | 1                                      | 2                                      | 4                                      | 4                                      | 4                                      | 11                                     | 12                                     | 26                                     | uit                                    |

### Vlaamse Ultratop 50
| Hitnotering: 24-04-1987 t/m 31-07-1987 | Hitnotering: 24-04-1987 t/m 31-07-1987 | Hitnotering: 24-04-1987 t/m 31-07-1987 | Hitnotering: 24-04-1987 t/m 31-07-1987 | Hitnotering: 24-04-1987 t/m 31-07-1987 | Hitnotering: 24-04-1987 t/m 31-07-1987 | Hitnotering: 24-04-1987 t/m 31-07-1987 | Hitnotering: 24-04-1987 t/m 31-07-1987 | Hitnotering: 24-04-1987 t/m 31-07-1987 | Hitnotering: 24-04-1987 t/m 31-07-1987 | Hitnotering: 24-04-1987 t/m 31-07-1987 | Hitnotering: 24-04-1987 t/m 31-07-1987 | Hitnotering: 24-04-1987 t/m 31-07-1987 | Hitnotering: 24-04-1987 t/m 31-07-1987 | Hitnotering: 24-04-1987 t/m 31-07-1987 | Hitnotering: 24-04-1987 t/m 31-07-1987 |
| Week                                   | 1                                      | 2                                      | 3                                      | 4                                      | 5                                      | 6                                      | 7                                      | 8                                      | 9                                      | 10                                     | 11                                     | 12                                     | 13                                     | 14                                     |                                        |
| -------------------------------------- | -------------------------------------- | -------------------------------------- | -------------------------------------- | -------------------------------------- | -------------------------------------- | -------------------------------------- | -------------------------------------- | -------------------------------------- | -------------------------------------- | -------------------------------------- | -------------------------------------- | -------------------------------------- | -------------------------------------- | -------------------------------------- | -------------------------------------- |
| Positie                                | 24                                     | 17                                     | 8                                      | 3                                      | 1                                      | 1                                      | 2                                      | 3                                      | 4                                      | 4                                      | 10                                     | 10                                     | 22                                     | 35                                     | uit                                    |

### NPO Radio 2 Top 2000
| Nummer met noteringen in de NPO Radio 2 Top 2000 | '00  | '01  |
| ------------------------------------------------ | ---- | ---- |
| Crockett's Theme                                 | 1823 | 1898 |

1. ↑  Een vetgedrukt getal geeft de hoogste notering aan.
2. ↑  2000 was het eerste jaar met een notering voor dit nummer.
3. ↑  Deze tabel is bijgewerkt tot en met de laatste editie (2024).